# Langues nambikwaranes
Cet article concerne les langues nambikwaranes. Pour le peuple nambikwara, voir Nambikwara.
Les langues nambikwaranes sont une famille de langues amérindiennes d'Amérique du Sud, parlées en Amazonie dans l'Ouest du Brésil dans les États du Rondônia et de l'Amazonas.

## Classification
Les langues nambikwaranes forment un ensemble d'une quarantaine de langues et de dialectes que l'on classifie en trois groupes :
- Les langues nambikwaranes du Nord, dont : 
  - Le mamaindé
  - Le latundê
- Le nambikwara du Sud
- Le sabanê